# Dave Eggers
Dave Eggers (Boston, 12 marzo 1970) è uno scrittore, editore e saggista statunitense.

## Biografia
Il suo primo libro, intitolato A heartbreaking work of staggering genius, edito negli U.S.A. nel 2000, è stato pubblicato nel 2001 in Italia con il titolo L'opera struggente di un formidabile genio. Il romanzo rappresenta una falsa autobiografia, che, riprendendo alcuni aspetti realmente avvenuti della sua vita, è invece per la maggior parte frutto della fantasia dell'autore.
Il suo secondo romanzo è stato Conoscerete la nostra velocità (You Shall Know Our Velocity, 2002).
Nel 2004 pubblica la raccolta di novelle La fame che abbiamo (How We Are Hungry), edito in Italia nel 2005.
Nel 2006 ha pubblicato What Is the What: the Autobiography of Valentino Achak Deng (tradotto in italiano con il titolo Erano solo ragazzi in cammino. Autobiografia di Valentino Achak Deng) romanzo che racconta la storia vera di Valentino Achak Deng, uno dei Lost Boys del Sudan, decine di migliaia di bambini costretti alla fuga a piedi attraverso Etiopia e Kenya durante la guerra civile in Sudan.
Nel 2008 ha collaborato con il regista Spike Jonze alla stesura della sceneggiatura del film Nel paese delle creature selvagge (Where the Wild Things Are), tratto dall'omonimo classico della letteratura per ragazzi di Maurice Sendak. Dal copione del film, Eggers ha successivamente tratto e pubblicato il libro Le creature selvagge (The Wild Things), anch'esso edito in Italia da Mondadori.
Nel 2012 pubblica "Hologram for the King", uscito in Italia con il titolo Ologramma per il re, che racconta la storia di Alan Clay, rappresentante di una ditta Americana di tecnologie innovative, inviato in Arabia Saudita in una futuristica città in costruzione per convincere il re del paese (e principale finanziatore della città) ad affidarsi alla sua azienda per la fornitura di tecnologie. In tal caso Clay otterrebbe una ricca commissione che risolleverebbe le condizioni economiche difficili della sua famiglia. Tuttavia del re non si hanno notizie e nell'attesa egli conoscerà la bellezza e le contraddizioni del paese e di coloro che incontrerà nel suo viaggio.
È sposato con la scrittrice statunitense Vendela Vida, è il fondatore della rivista letteraria McSweeney's (divenuta poi anche casa editrice) e della scuola di scrittura non-profit di San Francisco denominata 826Valencia.
È stato il principale curatore ed editore del Futuro dizionario d'America.
Con Vendela Vida ha scritto la sceneggiatura del film di Sam Mendes American Life.

## Opere

### Narrativa

#### Romanzi
- L'opera struggente di un formidabile genio (A Heartbreaking Work of Staggering Genius, 2000), Mondadori, 2001; Feltrinelli, 2020.
- Conoscerete la nostra velocità (You Shall Know Our Velocity, 2002), Mondadori, 2003.
- Se non è vietato è obbligatorio, o Dell'ottimismo (The Unforbidden is Compulsory; or, Optimism, 2004), minimum fax, 2004.
- Erano solo ragazzi in cammino. Autobiografia di Valentino Achak Deng (What Is the What: The Autobiography of Valentino Achak Deng, 2006), Mondadori, 2007.
- Le creature selvagge (The Wild Things, 2009), Mondadori, 2009.
- Zeitoun (2009), Mondadori, 2009.
- Ologramma per il re (A Hologram for the King, 2012), Mondadori, 2013.
- Il cerchio (The Circle, 2013), Mondadori, 2014.
- I vostri padri, dove sono? E i profeti, vivono forse per sempre? (Your Fathers, Where Are They? And the Prophets, Do They Live Forever?, 2014), Mondadori, 2015.
- Eroi della frontiera (Heroes of the Frontier, 2016), Mondadori, 2017.
- Il Monaco di Mokha, Mondadori, 2018.
- La Parata (The Parade, 2019), Feltrinelli, 2019.
- The Every, 2021

#### Racconti
- La fame che abbiamo (How We Are Hungry, 2004), Mondadori, 2005.
- Short Short Stories, 2005.
- How the Water Feels to the Fishes, 2007.

### Saggistica
- Teachers Have It Easy: The Big Sacrifices and Small Salaries of America's Teachers, 2005 (con Daniel Moulthrop e Nínive Clements Calegari).
- Surviving Justice: America's Wrongfully Convicted and Exonerated, 2005 (con Lola Vollen).

## Premi e Riconoscimenti
- Dayton Literary Peace Prize: vincitore nel 2010 per opere diverse dalla narrativa con Zeitoun
- American Book Awards: vincitore nel 2010 con Zeitoun[3]